# Hamuko Hoshi
Hamuko Hoshi (en japonés: 星 ハム子, Hoshi Hamuko) (Iwamizawa, 19 de octubre de 1982) es una luchadora profesional japonesa conocida por participar en la promoción Ice Ribbon.

## Carrera profesional

### Ice Ribbon (2008-presente)
Entrenada por Emi Sakura, Hoshi debutó en la lucha profesional para su promoción Ice Ribbon el 12 de abril de 2008, luchando contra Makoto hasta un empate de tres minutos. Anunciado como un combate de exhibición, Hoshi luchó en varios combates más de tres minutos durante el mes siguiente, antes de hacer su debut "oficial" el 11 de mayo, perdiendo contra Kazumi Shimouna. Consiguió su primera victoria el 14 de julio, derrotando a Haruna Akagi.
El 7 de diciembre, Hoshi debutó por primera vez en NEO Japan Ladies Pro Wrestling, que mantenía una estrecha relación con Ice Ribbon, y más tarde, ese mismo día, en JWP Joshi Puroresu. El 4 de mayo de 2009, Hoshi recibió la oportunidad de luchar contra su ídolo, la independiente Yumiko Hotta, en un evento de Ice Ribbon, perdiendo el combate en tan solo cuatro minutos. Durante 2009, Hoshi, Haruna Akagi y Kazumi Shimouna formaron el stable Zasso Girls.
El 23 de noviembre de 2009, Hoshi recibió su primera oportunidad por el título, cuando ella y Kazumi Shimouna desafiaron sin éxito a Emi Sakura y Kaori Yoneyama por el International Ribbon Tag Team Championship. El 4 de enero de 2010, Hoshi ganó dicho título al derrotar, junto a Hiroyo Matsumoto, a la dupla formada por Mai Ichii y Nanae Takahashi. El equipo, conocido colectivamente como "Meat Monsters", realizó su primera defensa del título con éxito el 23 de enero contra Kazumi Shimouna y Tsukasa Fujimoto, en la que Hoshi venció a Fujimoto. Como resultado, se le concedió una oportunidad para el Campeonato ICE×60 de Fujimoto, el título más importante de Ice Ribbon, pero no pudo destronar a la campeona defensora el 6 de febrero.
El 20 de febrero, Hoshi y Matsumoto perdieron el International Ribbon Tag Team Championship ante Passion Red (Kazumi Shimouna y Nanae Takahashi). El 10 de octubre, Hoshi formó equipo con Sayaka Obihiro para intentar recuperar el título de Emi Sakura y Nanae Takahashi, sin éxito. El 11 de diciembre, Hoshi recibió su primera oportunidad por el Triangle Ribbon Championship en un combate, en el que Tsukasa Fujimoto derrotó a Kazumi Shimouna para convertirse en la nueva campeona. Al día siguiente, desafió sin éxito a Command Bolshoi por el Campeonato ICE×60 en un evento del JWP.
El 3 de mayo de 2011, Hoshi fue derrotada por la debutante Mochi Miyagi. Después, ambas formaron un nuevo tag team llamado "Team Sexy", debutando como equipo el 5 de mayo en el GoldenRibbon 2011 en un esfuerzo perdedor contra el equipo de Maki Narumiya y Miyako Matsumoto. Tras ser rebautizadas como "Lovely Butchers", Hoshi y Miyagi entraron en una racha de victorias, que culminó con la derrota de Emi Sakura y Ray por el International Ribbon Tag Team Championship el 1 de junio, Lovely Butchers hizo su primera defensa del título con éxito sólo tres días después, derrotando al equipo masculino de Keita Yano y Tsuyoshi Kikuchi.
El 5 de junio, Hoshi debutó en la Oz Academy, formando equipo con Sakura Hirota en un combate por equipos, donde fueron derrotados por Miyako Morino y Tsukasa Fujimoto. Tras un reinado de diez días, Hoshi y Miyagi perdieron el International Ribbon Tag Team Championship ante otro equipo exclusivamente masculino, Choun Shiryu y Makoto Oishi. El 6 de agosto, Hoshi y Miyagi recuperaron el título de manos de Shiryu y Oishi y se convirtieron en los primeros bicampeones del International Ribbon Tag Team. Sin embargo, su segundo reinado fue aún más breve que el primero, ya que perdieron el título ante Emi Sakura y Makoto sólo siete días después.
Poco después, Makoto abandonó Ice Ribbon, lo que hizo que la promoción dejara vacante el International Ribbon Tag Team Championship y organizara un torneo para coronar a los nuevos campeones. En la primera ronda del torneo, el 24 de septiembre, Lovely Butchers derrotó al equipo de Gomu Ningen y Kappa Kozou. Más tarde, ese mismo día, Hoshi y Miyagi fueron derrotadas en las semifinales por Dash Chisako y Sendai Sachiko, que se convirtieron en las nuevas campeonas. El 31 de diciembre, Hoshi y Miyagi formaron el stable Mocchiri Family con Dorami Nagano y Kurumi, y las cuatro perdieron ante Hikaru Shida, Maki Narumiya, Meari Naito y Tsukushi en un combate por equipos de eliminación de ocho mujeres en su primer combate juntas.
El 7 de enero de 2012, Hoshi y Miyagi desafiaron sin éxito a Hikaru Shida y Maki Narumiya por el International Ribbon Tag Team Championship. El 5 de febrero en el Ribbon de Yokohama, Hoshi y Miyagi derrotaron a sus compañeros de stable Nagano y Kurumi en un tag team match. Tres días después, Hoshi fue derrotada en un combate individual por la luchadora del JWP Kayoko Haruyama, que posteriormente se unió a la Mocchiri Family. El 20 de marzo, en el Ice Ribbon March 2012, Hoshi y Haruyama derrotaron a Mochi Miyagi y a la luchadora del JWP Nana Kawasa en un combate por equipos, en el que Hoshi se impuso a su antigua compañera de equipo.
Con Miyagi tomándose un descanso por una lesión de rodilla, Hoshi se vio obligada a reiniciar su carrera en solitario y comenzó participando en el torneo Catch the Wave 2012 de Pro Wrestling el 30 de abril. Luchando en el bloque de rondas "Power", Hoshi consiguió victorias contra Ryo Mizunami y Aya Yuki. pero perdió sus otros dos combates contra Ayako Hamada y Sawako Shimono, y, como resultado, fue superada en la clasificación por Mizunami, que avanzó a las semifinales del torneo.
Al término del torneo, Hoshi recibió los premios a la mejor actuación y al espíritu de lucha. De vuelta a la Cinta de Hielo, Hoshi consiguió una gran victoria en individuales contra Tsukasa Fujimoto el 6 de mayo. El 17 de junio, Hoshi se enfrentó a su antigua compañera de tag team Hiroyo Matsumoto en otro gran combate y, aunque perdió, salió después del evento principal del programa para desafiar a la campeona de la ICE×60, Hikaru Shida. Shida aceptó el reto, pero para que el combate se disputara por el título, Hoshi se vio obligada a bajar 5 kg para superar el límite de peso de 60 kg.
El 12 de octubre, Hoshi derrotó a Shida en la final del 4th 19 O'Clock Girls ProWrestling Tournament para convertirse en la aspirante número uno al Campeonato IW19. El 19 de octubre, día de su trigésimo cumpleaños, Hoshi derrotó a Aki Shizuku para ganar el Campeonato IW19, su primer título individual en la lucha libre profesional. El 28 de noviembre, Hoshi debutó en la promoción World Woman Pro-Wrestling Diana, perdiendo ante Piyota Mask. En un evento de Ice Ribbon celebrado ese mismo día, Hoshi y Hailey Hatred derrotaron a Hikaru Shida y Tsukasa Fujimoto para ganar el International Ribbon Tag Team Championship y el Reina World Tag Team Championship, este último título propiedad de la promoción Reina X World. 
El 18 de diciembre, Hoshi regresó al World Woman Pro-Wrestling Diana, retando a Yumiko Hotta al primer combate entre ambas en más de tres años y medio. Al día siguiente, Hoshi y Hatred perdieron sus dos títulos de tag team en su primera defensa ante el equipo de Kyoko Kimura y Sayaka Obihiro. Después del combate, Hotta aceptó el reto anterior de Hoshi para un combate entre ambas. El 28 de diciembre, Hoshi derrotó a Sayaka Obihiro para su primera defensa exitosa del Campeonato IW19. Tres días después, en RibbonMania 2012, Hoshi luchó contra Hotta hasta un empate de quince minutos por límite de tiempo.
El 10 de enero, Hoshi y Hotta participaron en un torneo para determinar el Diana Tag Team Champions inaugural, derrotando al equipo de Manami Toyota y Mima Shimoda en su combate de primera ronda. Ocho días más tarde, Hoshi y Hotta fueron eliminadas del torneo en las semifinales por el equipo de Kaoru Ito y Tomoko Watanabe, cuando Hotta fue descalificada por agredir al árbitro. Tras el torneo, Hoshi continuó haciendo apariciones regulares para Diana como miembro del villano stable Bousou-gun de Hotta.
Después de que el Campeonato ICE×60 quedara vacante, tras la lesión de Maki Narumiya, Hoshi participó en un torneo de ida y vuelta para determinar la nueva campeona, luchando contra Miyako Matsumoto hasta un empate de diez minutos en su primer combate el 19 de enero.
Tras una derrota ante Kurumi el 30 de enero, Hoshi terminó su bloque de round-robin con una victoria sobre Tsukasa Fujimoto el 9 de febrero, terminando con tres puntos, empatada con Miyako Matsumoto. El 16 de febrero, Hoshi fue eliminada del torneo, tras ser derrotada por Matsumoto en un combate de desempate. El 11 de mayo, Hoshi celebró su quinto aniversario en la lucha libre profesional produciendo su propio evento para Ice Ribbon, en el que perdió contra Hailey Hatred en un combate individual del evento principal. 
El evento también contó con las apariciones de las ya retiradas compañeras de las Zasso Girls, Haruna Akagi y Kazumi Shimouna, así como con una aparición sorpresa de su hija. El 22 de junio, 19 O'Clock Girls ProWrestling celebró su primer evento en seis meses, durante el cual Hoshi perdió el Campeonato IW19 ante Tsukasa Fujimoto en su segunda defensa, poniendo fin a su reinado de 246 días, el más largo de la historia del título. El 1 de septiembre, Hoshi regresó a Pro Wrestling Wave para participar en el torneo Dual Shock Wave 2013, donde hizo equipo con Sawako Shimono.
El equipo sólo ganó un combate en el torneo, sobre las compañeras de Hoshi, Hikaru Shida y Tsukasa Fujimoto, y fueron eliminadas tras su tercera derrota el 29 de septiembre según las estipulaciones previas al torneo. Después de que el Campeonato ICE×60 pasara a llamarse Campeonato ICE×∞ y se suprimiera su límite de peso, Hoshi recibió otra oportunidad por el título el 1 de diciembre, pero volvió a fracasar en su intento de ganarlo por primera vez al perder ante el defensor Tsukasa Fujimoto. Seis días después, Hoshi también recibió una oportunidad por el International Ribbon Tag Team Championship, pero ella y Kurumi fueron derrotadas por Fujimoto y Hikaru Shida, que defendían título.
Después de estar apartada durante dos años, Mochi Miyagi luchó en su regreso el 30 de marzo de 2014, perdiendo ante Hoshi en un combate individual. El 7 de junio, en el evento del octavo aniversario de Ice Ribbon, las reunidas Lovely Butchers desafiaron sin éxito a STAP (Maki Narumiya y Risa Sera) por el International Ribbon Tag Team Championship. Hoshi y Miyagi recibieron su siguiente oportunidad por el título un año después como parte de la semana del noveno aniversario de Ice Ribbon, pero fueron derrotadas por Shishunki (Mio Shirai y Tsukushi) el 24 de junio de 2015.
El 31 de diciembre en RibbonMania 2015, Hoshi derrotó a Aoi Kizuki para ganar el Campeonato ICE×∞ por primera vez. El 9 de enero de 2016, Hoshi derrotó a su compañera de tag team de toda la vida Mochi Miyagi para hacer su primera defensa exitosa del título. Su segunda defensa tuvo lugar el 12 de marzo, cuando derrotó a Tsukushi. El 21 de marzo, Hoshi perdió el título ante Risa Sera en su tercera defensa. El 11 de junio de 2017, Hoshi formó equipo con su hija debutante Ibuki en un combate de decisión por el vacante International Ribbon Tag Team Championship, donde fueron derrotadas por Hiiragi Kurumi y Tsukushi.

## Vida personal
Hoshi está casada y tiene una hija, llamada Ibuki, nacida antes del inicio de su carrera como luchadora profesional. Siguiendo los pasos de su madre, Ibuki Hoshi debutó en la lucha libre profesional el 11 de junio de 2017.

## Campeonatos y logros
- Ice Ribbon
  - ICE×∞ Championship (2 veces)[72]
  - International Ribbon Tag Team Championship (4 veces) – con Hiroyo Matsumoto (1), Mochi Miyagi (2) y Hailey Hatred (1)[1]
  - IW19 Championship (3 veces)[1][48][78]
  - 4th 19 O'Clock Girls ProWrestling Tournament (2012)[47]
- Pro Wrestling Wave
  - Catch the Wave Best Performance Award (2012)[43]
  - Catch the Wave Fighting Spirit Award (2012)[43]
- REINA X WORLD
  - REINA World Tag Team Championship (1 vez) – con Hailey Hatred[1]